# Anders Johansson (journalist)

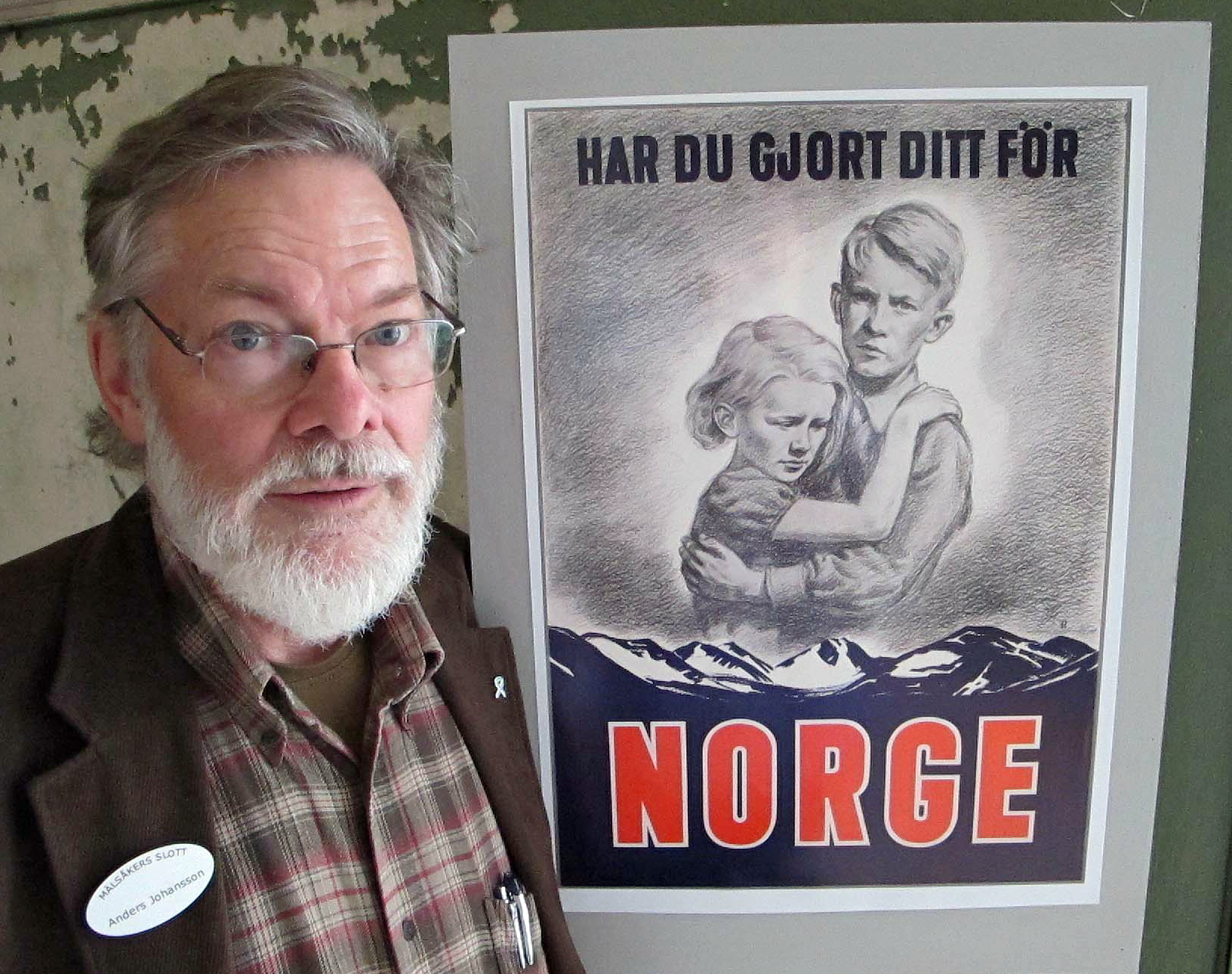
Anders Johansson (2010) med affisch för Norgehjälpen.

Anders Johansson, född 23 november 1942, är en svensk journalist och författare.
Johansson har varit dagspressjournalist, framför allt på Dagens Nyheter. På 1970-talet var han tidningens första utrikeskorrespondent med placering i Afrika.
Som författare har han skrivit en trilogi om Norge och Sverige under andra världskriget samt en bok om Malcolm Munthe, Mysteriet Malcolm Munthe : Churchills agent i Norden. 
Tillsammans med Mats Wallenius gav han 2016 ut boken Norges tack - Svek, samverkan och solidaritet över Kölen 1940-1945. Boken utkom i anslutning till flytten och återinvigningen den 29 maj 2016 av minnesstenen Norges tack, sedan dess belägen vid Folke Bernadottes väg i Stockholm, nedanför Norges ambassad i Stockholm.
Stenen överlämnades ursprungligen 1983 av kung Olav V till Sverige som ett officiellt tack från Norge för att Sverige och den svenska befolkningen hjälpte Norge då det var ockuperat av Nazi-Tyskland åren 1940–1945. Mellan 1983 och 2016 var stenen placerad i Galärparken, bakom Nordiska museet i Stockholm. 